# Lista de capitólios estaduais e territoriais nos Estados Unidos
Esta é uma lista de capitólios estaduais e territoriais nos Estados Unidos, isto é, compreende o edifício ou complexo de edifícios a partir do qual o governo de cada estado, o Distrito de Colúmbia e os territórios dos Estados Unidos, exercem sua autoridade.
Onze dos cinquenta capitólios estaduais não possuem uma cúpula: Alasca, Flórida, Havaí, Luisiana, Novo México, Nova York, Dakota do Norte, Ohio, Oregon, Tennessee e Virgínia.
Quarenta e quatro capitólios estão listados no Registro Nacional de Lugares Históricos, marcados com NRHP. Dezenove deles são também designados como Marcos Históricos Nacionais, marcados com NHL.

## Capitólios estaduais
| Imagem          | Nome | Localização    | Notas |
| --------------- | --- | -------------- | --- |
| (1) (2)         | (1) Capitólio Estadual do Alabama (2) Alabama State House                                                                      | Montgomery     | (1) NHL Local original da reunião do Congresso Confederado Provisório (1861) (2) NRHP O Capitólio Estadual é usado apenas para reuniões cerimoniais; reuniões do governo são realizadas na State House |
|                 | Capitólio estadual do Alasca                                                                                                   | Juneau         | |
| (1) (2) (3) (4) | (1) Capitólio Estadual do Arizona (2) Câmara de Representantes do Arizona (3) Senado do Arizona (4) Torre Executiva do Arizona | Phoenix        | (1) NRHP O edifício do capitólio estadual não hospeda mais reuniões do governo. O escritório do Governador está localizado na Torre Executiva.                                                         |
|                 | Capitólio Estadual do Arkansas                                                                                                 | Little Rock    | NRHP |
|                 | Capitólio Estadual da Califórnia                                                                                               | Sacramento     | NRHP |
| (1) (2)         | (1) Capitólio Estadual da Carolina do Norte (2) Edifício da Legislatura Estadual da Carolina do Norte                          | Raleigh        | NHL / NRHP O Capitólio Estadual não é mais utilizado pelo legislativo estadual, que agora se reúne no prédio da Legislatura Estadual.                                                                  |
|                 | Capitólio Estadual da Carolina do Sul                                                                                          | Colúmbia       | NHL / NRHP |
|                 | Capitólio Estadual do Colorado                                                                                                 | Denver         | NRHP |
|                 | Capitólio Estadual de Connecticut                                                                                              | Hartford       | NHL / NRHP |
|                 | Capitólio Estadual da Dakota do Norte                                                                                          | Bismarck       | |
|                 | Capitólio Estadual da Dakota do Sul                                                                                            | Pierre         | NRHP |
|                 | Capitólio Estadual do Delaware                                                                                                 | Dover          | A Old Statehouse, utilizada entre 1792 e 1932, está listada no NRHP. |
|                 | Capitólio Estadual da Flórida                                                                                                  | Tallahassee    | Capitólio estadual mais recente Segundo maior capitólio estadual. |
|                 | Capitólio estadual da Geórgia                                                                                                  | Atlanta        | NHL / NRHP |
|                 | Capitólio estadual do Havaí | Honolulu       | Faz parte do distrito histórico da capital do Havaí Segundo mais novo capitólio estadual |
|                 | Capitólio Estadual de Idaho | Boise          | NRHP |
|                 | Capitólio Estadual de Illinois                                                                                                 | Springfield    | NRHP |
|                 | Capitólio Estadual de Indiana                                                                                                  | Indianápolis   | NRHP |
|                 | Capitólio estadual de Iowa | Des Moines     | NRHP |
|                 | Capitólio Estadual do Kansas                                                                                                   | Topeka         | NRHP |
|                 | Capitólio Estadual do Kentucky                                                                                                 | Frankfort      | NRHP |
|                 | Capitólio estadual da Luisiana                                                                                                 | Baton Rouge    | NHL / NRHP Capitólio estadual mais alto |
|                 | Capitólio Estadual do Maine | Augusta        | NRHP |
|                 | Capitólio Estadual de Maryland                                                                                                 | Annapolis      | NHL / NRHP Capitólio estadual mais antigo em uso |
|                 | Capitólio Estadual de Massachusetts                                                                                            | Boston         | NHL / NRHP |
|                 | Capitólio Estadual do Michigan                                                                                                 | Lansing        | NHL / NRHP |
|                 | Capitólio Estadual do Minnesota                                                                                                | Saint Paul     | NRHP |
|                 | Capitólio Estadual do Mississippi                                                                                              | Jackson        | NRHP |
|                 | Capitólio Estadual do Missouri                                                                                                 | Jefferson City | NRHP |
|                 | Capitólio Estadual de Montana                                                                                                  | Helena         | NRHP |
|                 | Capitólio Estadual do Nebraska                                                                                                 | Lincoln        | NHL / NRHP Segundo capitólio estadual mais alto |
| (1) (2)         | (1) Capitólio Estadual de Nevada (2) Legislatura de Nevada                                                                     | Carson City    | NRHP O Capitólio Estadual não é mais usado para reuniões do governo, que agora são realizadas no prédio da Legislatura de Nevada.                                                                      |
|                 | Capitólio Estadual de Nova Hampshire                                                                                           | Concord        | |
|                 | Capitólio Estadual da Nova Jérsia                                                                                              | Trenton        | |
|                 | Capitólio Estadual do Novo México                                                                                              | Santa Fé       | |
|                 | Capitólio estadual de Nova Iorque                                                                                              | Albany         | NHL / NRHP |
|                 | Capitólio Estadual de Ohio | Columbus       | NHL / NRHP |
|                 | Capitólio Estadual de Oklahoma                                                                                                 | Oklahoma City  | NRHP |
|                 | Capitólio estadual do Oregon                                                                                                   | Salem          | NRHP |
|                 | Capitólio Estadual da Pensilvânia                                                                                              | Harrisburg     | NHL / NRHP |
|                 | Capitólio Estadual de Rhode Island                                                                                             | Providence     | NRHP |
|                 | Capitólio Estadual do Tennessee                                                                                                | Nashville      | NHL / NRHP |
|                 | Capitólio Estadual do Texas | Austin         | NHL / NRHP Maior capitólio estadual |
|                 | Capitólio Estadual do Utah | Salt Lake City | NRHP |
|                 | Capitólio Estadual de Vermont                                                                                                  | Montpelier     | NHL / NRHP |
|                 | Capitólio Estadual da Virgínia                                                                                                 | Richmond       | NHL / NRHP Segundo capitólio estadual em uso mais antigo e local da reunião do Congresso Confederado (1861-1865)                                                                                       |
|                 | Capitólio Estadual da Virgínia Ocidental                                                                                       | Charleston     | |
|                 | Capitólio Estadual de Washington                                                                                               | Olympia        | NRHP |
|                 | Capitólio Estadual do Wisconsin                                                                                                | Madison        | NHL / NRHP |
|                 | Capitólio Estadual do Wyoming                                                                                                  | Cheyenne       | NHL / NRHP |

## Capitólios do distrito federal e territoriais
| Imagem | Nome                                                              | Localização      | Notas |
| ------ | ----------------------------------------------------------------- | ---------------- | --- |
|        | Capitólio de Porto Rico                                           | San Juan         | NRHP |
|        | John A. Wilson Building District Building                         | Washington       | NRHP Originalmente chamado de District Building até ser renomeado em 1994 em homenagem ao conselheiro distrital John A. Wilson |
|        | Edifício Fono da Samoa Americana                                  | Fagatogo         | |
|        | Guam Congress Building                                            | Hagåtña          | NRHP |
|        | Edifício da Legislatura da Comunidade das Ilhas Marianas do Norte | Capitol Hill     | |
|        | Edifício da Legislatura das Ilhas Virgens Americanas              | Charlotte Amalie | |